# 乌拉特前旗站
乌拉特前旗站位于中华人民共和国内蒙古自治区巴彦淖尔市，是包银高速铁路建设中的车站。